# Maria Barrientos
Maria Barrientos (ur. 4 marca 1884 w Barcelonie, zm. 8 sierpnia 1946 w Ciboure) – hiszpańska śpiewaczka operowa, sopran.

## Życiorys
W wieku 6 lat podjęła naukę w konserwatorium w Barcelonie, gdzie uczyła się gry na fortepianie i skrzypcach oraz kompozycji. Później uczyła się śpiewu u Francesco Bonneta. Zadebiutowała w 1898 roku rolą Inèz w Afrykance Giacomo Meyerbeera na deskach barcelońskiego Teatro Novedades. Występowała m.in. w Rzymie, Berlinie, Lipsku i Mediolanie. Od 1916 do 1920 roku śpiewała w Metropolitan Opera w Nowym Jorku. Później wycofała się ze sceny operowej i występowała jako śpiewaczka koncertowa. W latach 1939–1945 uczyła śpiewu w Buenos Aires.
Zasłynęła przede wszystkim kreacjami w Cyruliku sewilskim Rossiniego, Lunatyczce Belliniego, Łucji z Lammermooru i Don Pasquale Donizettiego, Złotym koguciku Rimskiego-Korsakowa oraz Rigoletcie i Traviacie Verdiego.